# Кристина Љовера
Кристина Љовера (кат. Cristina Llovera; Андора ла Веља, 1. октобар 1996) је андорска атлетичарка, чија је специјалност спринт на 100 метара.
Своју каријеру у међународној конкуренцији започела је у 2012. у 15 години. Учествовала је на Европском првенству у Хелсинкију, Светском јуниорском првенству у Барселони и Летњим олимпијским играма у Лондону. На свим тим такмичењима није прола квалификације.
За учешће на Играма у Лондону добила је специјалну позивницу као перспективна млада атлетичарка. Са својих 15 година и 307 дана била је најмлађа такмичарка атлеског дела програма. Исто тако она је најмлађи андорски учесник на свим олимпијским играма од 1976. од када је Андора први пут учествовала на летњим и зимским олимпијским играма

## Лични рекорди
на отвореном
- 100 м — 12,19, Ешилструна 16. јул 2015. НР

у дворани
- 60 м — 7,73 Саламанка 11. фебруар 2018. НР